# Đô thị tại Hà Tĩnh
Đô thị tại Hà Tĩnh là những đô thị Việt Nam tại tỉnh Hà Tĩnh, được các cơ quan nhà nước ở Việt Nam có thẩm quyền ra quyết định thành lập.
Hiện Hà Tĩnh có 16 đô thị, gồm: 1 đô thị loại II, 1 đô thị loại III, 1 đô thị loại IV và 13 đô thị loại V.

## Quá trình hình thành
- Năm 1831, vua Minh Mạng nhà Nguyễn đã chia trấn Nghệ An thành 2 tỉnh: Nghệ An và Hà Tĩnh. Khi đó xã Trung Tết, huyện Thạch Hà, phủ Hà Hoa, được chọn làm nơi đặt trụ sở tỉnh lỵ tỉnh Hà Tĩnh.
- Tháng 2 năm 1886, Pháp đưa quân vào chiếm tỉnh thành Hà Tĩnh và ra sức xây dựng tỉnh lỵ thành một trung tâm đô thị đủ điều kiện phục vụ bộ máy cai trị.
- Ngày 3 tháng 7 năm 1924, Toàn quyền Đông Dương ra Nghị định thành lập thị xã Hà Tĩnh. Từ những năm 1976 - 1991, thị xã Hà Tĩnh là một đơn vị hành chính trực thuộc tỉnh Nghệ Tĩnh.
- Năm 1968, thành lập thị trấn nông trường Thạch Ngọc thuộc huyện Thạch Hà.[1].
- Năm 1977, thành lập thị trấn nông trường 20-4 thuộc huyện Hương Khê.[2].
- Năm 1981, thành lập thị trấn Hồng Lĩnh thuộc huyện Đức Thọ.[3].
- Năm 1984, thành lập thị trấn Can Lộc thuộc huyện Can Lộc.[4].
- Năm 1985, thành lập thị trấn Hương Khê thuộc huyện Hương Khê và thị trấn Cày thuộc huyện Thạch Hà[5]
- Năm 1986, thành lập thị trấn Cẩm Xuyên thuộc huyện Cẩm Xuyên[6]. Cùng năm, thành lập thị trấn Kỳ Anh thuộc huyện Kỳ Anh.[7].
- Năm 1988, thành lập thị trấn Nghi Xuân thuộc huyện Nghi Xuân[8].
- Năm 1989, thành lập thị trấn Phố Châu thuộc huyện Hương Sơn[9]
- Năm 1992, thị xã Hồng Lĩnh được thành lập trên cơ sở thị trấn Hồng Lĩnh, 2 xã thuộc huyện Đức Thọ và 2 xã thuộc huyện Can Lộc.
- Năm 1994, thành lập thị trấn Xuân An thuộc huyện Nghi Xuân.[10]
- Năm 1997, thành lập thị trấn Tây Sơn thuộc huyện Hương Sơn.[11]
- Năm 1999, hợp nhất xã Đại Lộc và thị trấn Can Lộc thành thị trấn Nghèn thuộc huyện Can Lộc.[12]
- Năm 2001, hợp nhất xã Thạch Thượng và thị trấn Cày thành thị trấn Thạch Hà thuộc huyện Thạch Hà.[13]
- Năm 2003, thành lập thị trấn Vũ Quang thuộc huyện Vũ Quang và thị trấn Thiên Cầm thuộc huyện Cẩm Xuyên[14].
- Năm 2004, giải thể các thị trấn nông trường để thành lập xã, thị trấn thuộc các huyện Thạch Hà và Hương Khê[15].
- Năm 2007, Thủ tướng Chính phủ đã ký nghị định số 89/2007/NĐ-CP về việc nâng cấp thị xã Hà Tĩnh thành thành phố Hà Tĩnh[16].
- Năm 2015, tách thị trấn Kỳ Anh và 11 xã thuộc huyện Kỳ Anh để thành lập thị xã Kỳ Anh.
- Năm 2018, chuyển xã Đồng Lộc thành thị trấn Đồng Lộc thuộc huyện Can Lộc.
- Năm 2019, thành phố Hà Tĩnh được công nhận là đô thị loại II trực thuộc tỉnh Hà Tĩnh. Cùng năm, điều chỉnh mở rộng địa giới hành chính các thị trấn: Cẩm Xuyên, Đức Thọ, Nghèn, Nghi Xuân, Thạch Hà; đổi tên thị trấn Nghi Xuân thành thị trấn Tiên Điền và thành lập thị trấn Lộc Hà thuộc huyện Lộc Hà.
- Năm 2020, thị xã Kỳ Anh được công nhận là đô thị loại III.

## Các đô thị
| STT  | Tên đô thị         | Loại đô thị | Diện tích (km²) | Dân số (người) | Mật độ dân số (người/km²) | Vai trò | Số phường | Số xã | Hình ảnh           |
| ---- | ------------------ | ----------- | --------------- | -------------- | ------------------------- | --- | --------- | ----- | ------------------ |
| 1    | Thành phố Hà Tĩnh  | Loại II     | 56,19           | 117.546        | 2.092                     | Trung tâm chính trị, kinh tế, văn hóa và xã hội quan trọng nhất của tỉnh Hà Tĩnh                                    | 10        | 5     | Vòng xoay Hà Tĩnh  |
| 2    | Thị xã Hồng Lĩnh   | Loại IV     | 58,5            | 40.805         | 698                       | Trung tâm chính trị, kinh tế, văn hóa và xã hội phía bắc tỉnh Hà Tĩnh                                               | 5         | 1     | Thị xã Hồng Lĩnh   |
| 3    | Thị xã Kỳ Anh      | Loại III    | 28,02           | 85.500         | 304                       | Trung tâm chính trị, kinh tế, văn hóa và xã hội phía nam tỉnh Hà Tĩnh                                               | 6         | 5     | Phường Sông Trí    |
| 4    | Thị trấn Nghèn     | Loại V      | 18,33           | 16.913         | 923                       | Trung tâm chính trị, kinh tế, văn hóa và xã hội của huyện Can Lộc                                                   |           |       | Thị trấn Nghèn     |
| 5    | Thị trấn Đồng Lộc  | Loại V      | 18,69           | 6.069          | 325                       | Trung tâm chính trị, kinh tế, văn hóa và xã hội vùng phía tây nam huyện Can Lộc, có di tích lịch sử Ngã ba Đồng Lộc |           |       |                    |
| 6    | Thị trấn Cẩm Xuyên | Loại V      | 15,53           | 12.857         | 828                       | Trung tâm chính trị, kinh tế, văn hóa và xã hội quan trọng nhất của huyện Cẩm Xuyên                                 |           |       | Thị trấn Cẩm Xuyên |
| 7    | Thị trấn Thiên Cầm | Loại V      | 14,07           | 4.939          | 353                       | Trung tâm chính trị, kinh tế, văn hóa và xã hội của huyện Cẩm Xuyên, có khu du lịch quốc gia Thiên Cầm              |           |       | Bãi biển Thiên Cầm |
| 8    | Thị trấn Đức Thọ   | Loại V      | 6,7             | 11.728         | 1.750                     | Trung tâm chính trị, kinh tế, văn hóa và xã hội của huyện Đức Thọ                                                   |           |       |                    |
| 9    | Thị trấn Hương Khê | Loại V      | 5,66            | 10.768         | 1.902                     | Trung tâm chính trị, kinh tế, văn hóa và xã hội của huyện Hương Khê                                                 |           |       | Thị trấn Hương Khê |
| 10   | Thị trấn Phố Châu  | Loại V      | 4,22            | 8.481          | 2.010                     | Trung tâm chính trị, kinh tế, văn hóa và xã hội của huyện Hương Sơn                                                 |           |       |                    |
| 11   | Thị trấn Tây Sơn   | Loại V      | 4,2             | 5.859          | 1.395                     | Trung tâm của Khu kinh tế cửa khẩu quốc tế Cầu Treo                                                                 |           |       | Thị trấn Tây Sơn   |
| 12   | Thị trấn Lộc Hà    | Loại V      | 9,39            | 9.624          | 1.025                     | Trung tâm chính trị, kinh tế, văn hóa và xã hội của huyện Lộc Hà                                                    |           |       |                    |
| 13   | Thị trấn Tiên Điền | Loại V      | 5,05            | 5.656          | 1.120                     | Trung tâm chính trị, kinh tế, văn hóa và xã hội quan trọng nhất của huyện Nghi Xuân                                 |           |       | Thị trấn Tiên Điền |
| 14   | Thị trấn Xuân An   | Loại V      | 11,6            | 9.319          | 803                       | Trung tâm chính trị, kinh tế, văn hóa và xã hội của huyện Nghi Xuân, giáp thành phố Vinh                            |           |       |                    |
| 15   | Thị trấn Vũ Quang  | Loại V      | 37,86           | 2.449          | 65                        | Trung tâm chính trị, kinh tế, văn hóa và xã hội của huyện Vũ Quang                                                  |           |       |                    |
| 16   | Thị trấn Thạch Hà  | Loại V      | 14,93           | 13,647         | 507                       | Trung tâm chính trị, kinh tế, văn hóa và xã hội của huyện Thạch Hà                                                  |           |       | Thị trấn Thạch Hà  |
| Tổng | 16                 |             |                 |                |                           | | 21        | 13    |                    |